# Тобольская митрополия
Тобольская митрополия — митрополия Русской православной церкви в границах Тюменской области (за исключением Ханты-Мансийского и Ямало-Ненецкого автономного округов). Главой митрополии назначен правящий архиерей Тобольской епархии.

## История
После возведения 25 мая 1668 года Патриархом Иоасафом II архиепископа Тобольского Корнилия в сан митрополита, Тобольская епархия стала именоваться митрополией была поставлена на 4 место в Русской Церкви. Однако это было лишь повышение ранга кафедры: подчинённых епископский у митрополита Тобольского не было несмотря на огромные размеры его епархии. После смерти митрополита Павла (Конюскевича) в 1770 году правящие архиереи более не возводились в сан митрополита.
Образована решением Священного Синода Русской православной церкви 2 октября 2013 года.

## Митрополиты
- Димитрий (Капалин) (с 2 октября 2013)

## Состав митрополии
Митрополия включает в себя 2 епархии:

### Ишимская епархия
Территория: Абатский, Армизонский, Аромашевский, Бердюжский, Викуловский, Голышмановский, Ишимский, Казанский, Омутинский, Сладковский, Сорокинский, Юргинский районы.

### Тобольская епархия
Территория: Тюменский, Тобольский, Заводоуковский, Ялуторовский городские округа; Вагайский, Исетский, Нижнетавдинский, Тобольский, Тюменский, Уватский, Упоровский, Ялуторовский, Ярковский районы.